# العلاقات السلوفاكية الكوبية
العلاقات السلوفاكية الكوبية هي العلاقات الثنائية التي تجمع بين سلوفاكيا وكوبا.

## مقارنة بين البلدين
هذه مقارنة عامة ومرجعية للدولتين:
| وجه المقارنة                                              | سلوفاكيا                                                       | كوبا                              |
| --------------------------------------------------------- | -------------------------------------------------------------- | --------------------------------- |
| المساحة (كم2)                                             | 49.03 ألف                                                      | 109.88 ألف                        |
| عدد السكان (نسمة)                                         | 5.44 مليون                                                     | 11.48 مليون                       |
| الكثافة السكانية (ن./كم²)                                 | 110.95                                                         | 104.48                            |
| العاصمة                                                   | براتيسلافا                                                     | هافانا                            |
| اللغة الرسمية                                             | اللغة السلوفاكية                                               | اللغة الإسبانية                   |
| العملة                                                    | كرونة سلوفاكية، يورو                                           | بيزو كوبي، بيزو كوبي قابل للتحويل |
| الناتج المحلي الإجمالي (بليون دولار)                      | 95.77 مليار                                                    | 87.13 مليار                       |
| الناتج المحلي الإجمالي (تعادل القوة الشرائية) بليون دولار | 162.34 مليار                                                   |                                   |
| الناتج المحلي الإجمالي الاسمي للفرد دولار أمريكي          | 16.09 ألف                                                      |                                   |
| الناتج المحلي الإجمالي للفرد دولار أمريكي                 | 30.46 ألف                                                      |                                   |
| مؤشر التنمية البشرية                                      | 0.844                                                          | 0.769                             |
| رمز المكالمات الدولي                                      | +421                                                           | +53                               |
| رمز الإنترنت                                              | .sk                                                            | .cu                               |
| المنطقة الزمنية                                           | توقيت وسط أوروبا، ت ع م+01:00، ت ع م+02:00، أوروبا/براتيسلافا ‏ | 00                                |

## منظمات دولية مشتركة
يشترك البلدان في عضوية مجموعة من المنظمات الدولية، منها:
| علم المنظمة | اسم المنظمة                   | تاريخ انضمام سلوفاكيا | تاريخ انضمام كوبا |
| ----------- | ----------------------------- | --------------------- | ----------------- |
|             | يونسكو                        | 9 فبراير 1993         | 29 أغسطس 1947     |
|             | الاتحاد البريدي العالمي       | ?                     | ?                 |
|             | منظمة الشرطة الجنائية الدولية | ?                     | ?                 |
|             | الأمم المتحدة                 | 19 يناير 1993         | 24 أكتوبر 1945    |
|             | الاتحاد الدولي للاتصالات      | 23 فبراير 1993        | 16 يناير 1918     |
|             | منظمة حظر الأسلحة الكيميائية  | ?                     | ?                 |
|             | منظمة التجارة العالمية        | ?                     | ?                 |

## وصلات خارجية
- موقع وزارة الخارجية السلوفاكية
- موقع وزارة الخارجية الكوبية